# Schweizerischer Katholischer Kirchenmusikverband
Der Schweizerische Katholische Kirchenmusikverband (SKMV) ist der Dachverband der römisch-katholischen Kirchenmusiker und Kirchenchöre in der Schweiz. Der Verband wurde 1988 als eigenständiger Landesverband gegründet, besteht aber bereits seit 1868 als Teil des Allgemeinen Cäcilienvereins.

## Geschichte
Der Allgemeine Cäcilienverein wurde 1868 von Franz Xaver Witt gegründet und erhielt im Breve Multum ad movendos animos vom 16. Dezember 1870 die Approbation durch Papst Pius IX. Im Nachgang des Zweiten Vatikanischen Konzils wurde auf eine Aufteilung in drei selbständige Landesverbände hingearbeitet; 1987 wurde die Österreichische Kirchenmusikkommission gegründet, 1988 folgte der SKMV. Alle drei Verbände arbeiten weiterhin in der «Ständigen Konferenz der Allgemeinen Cäcilienverbände der Länder deutscher Sprache (SK-ACV)» eng zusammen. Der SKMV ist Mitglied der IG CHorama.

## Verbandszeitschrift «Musik & Liturgie»
Seit 2004 gibt der SKMV die Verbandszeitschrift Musik & Liturgie heraus; sie erscheint sechsmal jährlich und wird durch zwei Redaktoren sowie eine Fachkommission des Verbands betreut. Sie richtet sich gleichermassen an Berufs- und Laienmusiker wie Chormitglieder, Seelsorger und Religionspädagogen.

## Sektionen
Dem SKMV sind folgende Diözesanverbände angeschlossen:
- Kirchenmusikverband Bistum Basel (Kantone Aargau, Basel-Landschaft, Basel-Stadt, Bern, Jura, Luzern, Schaffhausen, Solothurn, Thurgau und Zug)
- Kirchenmusikverband Bistum Chur (Kantone Graubünden und Schwyz sowie Uri, Glarus, Obwalden, Nidwalden und Zürich)
- Kirchenmusikverband Bistum St. Gallen (Kantone St. Gallen und beide Appenzell)
- Cäcilienverband Deutschfreiburg (deutschsprachiger Teil des Kantons Freiburg)
- Oberwalliser Chor- & Cäcilienverband (deutschsprachiger Teil des Kantons Wallis)

Der Fürstlich Liechtensteinische Sängerbund (FLSB) ist dem KMV Bistum Chur als liechtensteinischer Landesvertretung angeschlossen.